# Campese Ma'afu
Pour les articles homonymes, voir Ma'afu.

a Compétitions nationales et continentales officielles uniquement.

b Matchs officiels uniquement.
Dernière mise à jour le 20 août 2022.
Campese Ma'afu, né le 19 décembre 1984 à Sydney (Australie), est un joueur international fidjien de rugby à XV évoluant au poste de pilier gauche. Il mesure 1,84 m pour 118 kg.

## Biographie
Campese Ma'afu est australien de naissance, ainsi que d'origine tongienne par son père, et fidjienne par sa mère.
Il est le frère cadet du pilier international australien Salesi Ma'afu. Son frère cadet Apakuki a quant à lui représenté les Tonga au niveau international.
Il doit son prénom à l'emblématique ailier australien David Campese, que son père admirait particulièrement.

## Carrière

### En club
Campese Ma'afu commence sa carrière de joueur en Shute Shield (championnat des clubs de la région de Sydney) avec West Harbour à partir de 2004. 
En 2012, il signe avec la province galloise des Cardiff Blues en Pro12. Après une saison, il quitte le club pour la deuxième division anglaise et le club de Nottingham où il reste deux saisons. 
En 2015, il rejoint le club français de Provence rugby en Pro D2. En février 2016, il est libéré de son contrat avec effet immédiat, et rejoint le club anglais de Northampton qui évolue en Premiership.
En 2018, il quitte Northampton, et il est annoncé qu'il rejoint les Ealing Trailfinders en RFU Championship,. En août 2018, il rejoint finalement Leicester, où il compense la blessure d'Ellis Genge. Il quitte le club au bout d'une saison.
Il annonce mettre un terme à sa carrière de joueur en octobre 2019.

### En équipe nationale
En 2010, l'équipe des Tonga propose à Campese Ma'afu de passer des tests alors que celle des Fidji lui promet directement une sélection. Il choisit donc cette dernière et obtient sa première cape internationale dans la foulée avec les Fidji le 5 juin 2010 à l’occasion d’un test-match contre l'équipe d'Australie à Canberra.
Lors de ce match, il joue pilier gauche et est opposé à son frère, Salesi, qui fait également ses débuts internationaux avec l'Australie et joue pilier droit. Ils deviennent alors la quatrième fratrie à s'affronter dans des équipes nationales différentes, et la première à le faire lors d'une première sélection.
Ma'afu fait partie du groupe sélectionné pour disputer la Coupe du monde 2011 en Nouvelle-Zélande. Il joue quatre matchs lors de la compétition. 
En 2015, il dispute son deuxième mondial à l'occasion de la Coupe du monde en Angleterre. Il dispute les quatre matchs de son équipe contre l'Angleterre, l'Australie, le pays de Galles et l'Uruguay.
Il dispute sa troisième et dernière Coupe du monde en 2019 au Japon. Il dispute quatre matchs lors de la compétition, contre l'Australie, l'Uruguay, la Géorgie et le pays de Galles.
Il prend sa retraite internationale peu après le mondial japonais, après un total de 62 sélections.
Il joue le dernier match de sa carrière en novembre 2019 avec les Barbarians face à son propre pays.

## Palmarès

### En équipe nationale
- Vainqueur de la Coupe des nations du Pacifique en 2013, 2014, 2015, 2016 et 2017.

## Statistiques internationales
- 62 sélections (dont 48 titularisations) avec les Fidji entre 2010 et 2019.
- 2 essais marqués (10 points).

- Participation à la Coupe du monde en 2011 (4 matchs), 2015 (4 matchs) et 2019 (4 matchs).